# Legend of the Black Shawarma
Legend of the Black Shawarma es el séptimo disco de estudio del dúo de trance psicodélico Infected Mushroom, fue lanzado el 8 de septiembre de 2009. El título del álbum está inspirado en una especie de variante del taco o burrito llamado shawarma, que se consume en el Medio Oriente; el equivalente del döner kebab de Turquía o el gyros de Grecia. El título también fue inspirado por el Shawarma Hazan, un restaurante especializado en servir shawarma donde Erez y Amit solían comer en su ciudad natal, Haifa.

## Lista de canciones
1. "Poquito Mas" – 3:39
2. "Saeed" (سعيد,  Árabe para "Feliz") – 7:03
3. "End of the Road"  – 6:47
4. "Smashing the Opponent" (Voz: Jonathan Davis de Korn) – 4:10
5. "Can't Stop" – 7:23
6. "Herbert the Pervert" – 7:17
7. "Killing Time" (Voz: Perry Farrell) – 3:04
8. "Project 100" – 9:38
9. "Franks" – 8:05
10. "Slowly" – 9:00
11. "The Legend of the Black Shawarma" – 7:11
12. "Riders on the Storm" (Remix de la canción de The Doors) – 4:29